# يوتيوب–دي إل
يوتيوب–دي إل (بالإنجليزية: youtube-dl) هي أداة برمجية حرة ومفتوحة المصدر لتنزيل مقاطع الفيديو والصوت من يوتيوب وأكثر من 1,000 موقع آخر لاستضافة الفيديوهات. أصدرت الأداة تحت رخصة برمجية تُعرف باسم اللارخصة (بالإنجليزية: Unlicense).
اعتبارًا من سبتمبر 2021، يُعَدُّ يوتيوب–دي إل أحد المشاريع الأكثر تقييمًا بالنجوم على منصة غيت هاب، حيث يتجاوز عدد نجومه 100,000 نجمة. ووفقًا لموقع libraries.io، فإن هناك أكثر 308 حزمة برمجية أخرى و1,430 مستودعًا تعتمد عليه. كما توجد نسخ متفرعة عديدة من هذا المشروع.

## التاريخ
أُنشئ يوتيوب–دي إل عام 2006 على يد ريكاردو غارسيا. في البداية، كانت الأداة تدعم موقع يوتيوب فقط، ولكن مع نمو المشروع أصبح يدعم مواقع مشاركة الفيديو الأخرى.
تنحّى ريكاردو غارسيا عن منصبه كمشرف للمشروع عام 2011 وحَلَّ محله فيليب هاجيمايستر، الذي تنحّى لاحقًا وحَلَّ محله «دي إس تي إف تي دبليو» (dstftw). وفي عام 2021، تنحّى «دي إس تي إف تي دبليو» وحَلَّ محله «ديرك إف» (dirkf).
في عام 2021 أطلق أعضاء المجتمع نسخة مشتقة من يوتيوب–دي إل أُطلق عليها اسم youtube-dlc (اختصاراً لكلمة "community" أي «مجتمع»). وبحلول يناير 2021، استمرت هذه الجهود تحت اسم yt-dlp. وقد ضمّن yt-dlp في أوبونتو بدءاً من الإصدار 22.04. كما حٌذِف youtube-dl من توزيعتي دبيان 12.0 وأوبونتو 23.10 بسبب ركود تطويره واستُبدل بحزمة فارغة تستند على على yt-dlp.
في 23 أكتوبر 2020 أرسلت رابطة صناعة التسجيلات الأمريكية دعوة قانونية إلى غيت هاب تحت ذريعة قانون الألفية للملكية الرقمية، واستمر إغلاق المستودع حتى 16 نوفمبر من ذات العام بعد مناشدات من مؤسسة التخوم الإلكترونية تطالب باستعادته.

## أمثلة
يمكن استبدال أمر «youtube-dl» بـ"yt-dlp"
لتنزيل فيديو أو قائمة تشغيل
```
youtube-dl
 
<مسار
 
الفيديو>

```

يمكن اختيار موقع التنزيل (مثلًا اسم المجلد أو اسم الملف):
```
youtube-dl
 
-o
 
<موقع
 
الملف>
 
<مسار
 
الفيديو>

```

لعرض كافة صيغ الفيديو والأحجام المتوفرة:
```
youtube-dl
 
-F
 
<مسار
 
الفيديو>

```

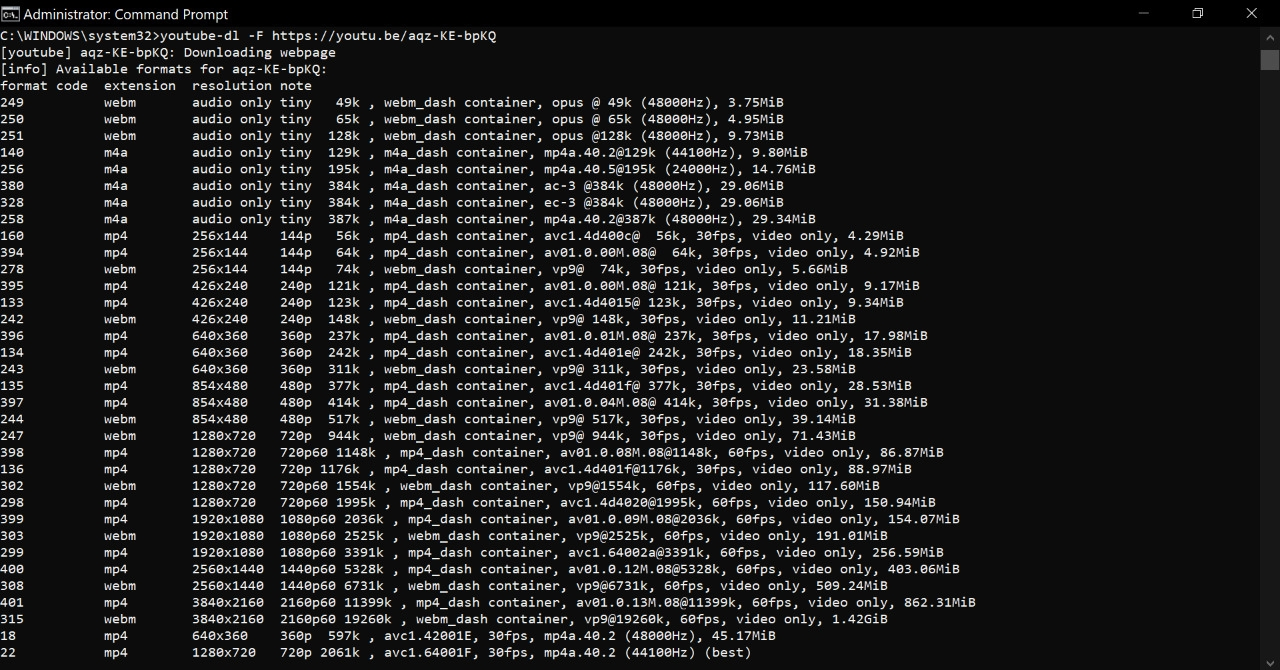

يمكن تنزيل الفيديو عبر كتابة الصيغة المختارة:
```
youtube-dl
 
-f
 
<الصيغة/الكود>
 
<مسار
 
الفيديو>

```

يمكن اختيار أفضل جودة عبر استعمال خيار -f best. كما ويمكن دمج صيغ الفيديو والصوت عبر استعمال ملحقة +.
يمكن تنزيل جزء من الفيديو بمساعدة إف إف إم بي إي جي.

## وصلات خارجية
- الموقع الرسمي
- صفحة برنامج يوتيوب–دي إل  على أوبن هب